# Inbraak (film)
Inbraak is een Nederlandse film uit 1942 van Alfred Mazure in geluid en zwart-wit en maakt deel uit van een Dick Bos-filmtrilogie.
Het was de eerste film die Mazure maakte nadat hij zijn strip in scriptvorm naar film had verwerkt. Het gerucht ging dat Mazure de film maakte omdat de Duitse bezetters ook erg genoten van de Dick Bos-strips, maar later zou blijken dat Mazure zijn film niet onder de Duitse bezetter wilde vertonen in de bioscoop. Voor de rol van Dick Bos had Mazure de bekende jiu-jitsu- en judo-specialist Maurice van Nieuwenhuizen in de arm genomen. De samenwerking verliep zo goed dat Van Nieuwenhuizen in nog twee vervolgen de rol van Bos speelde.

## Rolverdeling
| Acteur                    | Personage |
| ------------------------- | --------- |
| Maurice van Nieuwenhuizen | Dick Bos  |
| Alfred Mazure             |           |
| Piet van der Ham          |           |